# Zale albiflos
Zale albiflos är en fjärilsart som beskrevs av Walker 1869. Zale albiflos ingår i släktet Zale och familjen nattflyn. Inga underarter finns listade i Catalogue of Life.